# ۴-نیتروکلروبنزن
۴-نیتروکلروبنزن (به انگلیسی: 4-Nitrochlorobenzene) یک ترکیب شیمیایی است. شکل ظاهری این ترکیب، جامد زرد روشن است.